# 蓮花池 (臺灣地名)
蓮花池，是臺灣彰化縣大村鄉的一個傳統地域名稱，位於該鄉中部偏東南。相較於今日行政區，其範圍大致包括村上村、美港村。

## 歷史
台灣清治末期至日治初期，蓮花池地區為一街庄，稱為「蓮花池庄」，隸屬於燕霧下堡。該庄北與過溝庄為鄰，東與黃厝庄、東山庄為鄰，南邊為三條圳庄，西南邊一小段與南平庄為界，西邊為擺塘庄。
1901年（日治明治三十四年）11月，全台廢縣廳改設二十廳，該庄隸屬於彰化廳。1903年（明治三十六年）6月，該庄編入「大庄區」，隸屬於彰化廳。1909年（明治四十二年）10月，合併二十廳為十二廳，大庄區改隸屬於臺中廳。1920年（大正九年），該庄改制並改名為「蓮花池」大字，隸屬於臺中州員林郡大村庄，大字下有「蓮花池」、「港尾」小字名。
戰後大村庄改制為大村鄉，隸屬於臺中縣，大字亦改制為村。1950年10月，中、彰、投分治，大村鄉改隸屬彰化縣。

## 聚落
本地區發展較早的聚落為蓮花池（村上）、港尾、大湖、水碓，在日治期初期的官方地圖上已有記載。此外，本地區尚有美港聚落。

## 交通
台鐵縱貫線是台灣西部南北鐵路幹線，大致以北微西—南微東走向經過蓮花池地區西北端。大村車站主建築設於北側邊界外緣，月台南半段則位於境內。該站屬簡易站，僅停靠區間車。本地區南側最近的車站是員林車站，屬一等站，停靠部分普悠瑪號、太魯閣號，絕大部分自強號及其餘全部列車。由此等車站可前往台鐵沿線各站。
省道台1線（中山路二段～一段）又稱「縱貫公路」，是台北至屏東楓港的傳統平面幹道，大致以北北西—南南東走向繞大彎轉縱向經過本地區西部。由該道路向北北西可前往花壇、彰化、烏日、大肚等地，向南可前往員林、埔心、永靖、田尾等地。
縣道146號（中正西路、中正東路）是溪湖至大村鄉犁頭厝的道路，大致以西微南－東微北走向由本地區西部邊界北段經過鐵路平交道入境後，經省道台1線路口後轉東北東於本地區東北邊界北段出境。由該道路向西微南可前往擺塘、過溝、大村市區、加錫與大崙東南部交界地帶、大崙東南部、埤霞、梧鳳、三塊厝、四塊厝、頂寮東南端、溪湖市區並止於省道台19線路口，向東北東可前往黃厝北部的犁頭厝聚落南側並止於縣道137號路口。
鄉道彰68線（中山路三段2巷）是大橋頭至埤仔頭的道路，大致以西南西－東北東走向經過本地區北部邊界東段。由該道路向西南西轉西可前往過溝並止於省道台1線路口，向東北東可前往埤子頭與黃厝交界地帶，並止於犁頭厝聚落北側的縣道137號路口。
鄉道彰70線（美港路）是港尾至黃厝的道路，其西側端點位於本地區南部省道台1線路口。由此向東北東轉北北東再轉東北再轉東微北出境後，可前往黃厝並止於縣道137號路口。
鄉道彰73線（過溝三巷）是溝邊至南平的道路，大致以西北西—東南東走向由本到達本地區西北角後，沿本地區西部邊界最北段而行，至縣道146號路口轉西與其共線並出境。由該道路向西北西轉北北西蜿蜒而行可前往過溝中部偏北並止於鄉道彰58線路口，向西進入擺塘境內轉南南東獨行後可前往南平並止於鄉道彰76線路口。

## 學校
- 大村國中
- 村上國小

## 廟宇
- 賜福宮
- 天蓬元帥發財宮（豬八戒廟）

## 產業
- 中山工業區